# Matthias Achleitner
Matthias Achleitner (* 15. Oktober 2002 in Wels) ist ein österreichischer Musiker, Dirigent und Komponist aus Aichkirchen bei Lambach.

## Werdegang
Matthias Achleitner ist der Sohn des oberösterreichischen Wirtschaftslandesrates Markus Achleitner und dessen Gattin Silke. Er hat zwei Brüder.
Seine musikalische Ausbildung begann mit fünf Jahren mit Blockflöte, ab sechs Jahren mit Klavier und ab acht Jahren zusätzlich mit Trompete. Er spielte bereits in zahlreichen Ensembles wie bei der Trachtenmusikkapelle Neukirchen bei Lambach, dem Bezirksjugendorchester Wels-Land, der Jugendbrassband Oberösterreich, im Österreichischen Bundesjugendblasorchester, bei der Militärmusik Oberösterreich (Substitut), im Symphonieorchester des Musikgymnasiums Linz und beim Symphonieorchester der Musikschule der Stadt Linz in Trebon/Tschechien als Solist am Klavier.
Im Alter von 12 Jahren erlebte er mit dem Kennenlernen des bekannten Komponisten Thomas Doss „seinen Schlüsselmoment“. Doss schrieb für die Trachtenmusikkapelle Neukirchen bei Lambach ein Auftragswerk namens „Legends of Gold in Green“ und probte dieses persönlich mit dem Orchester. Dies hat ihn beeindruckt und aus dieser Faszination heraus begann er – als Autodidakt – mit dem Komponieren. Seine erste Komposition war ein Stück für Chor und Ensemble SOS – Singen Ohne Skrupel als Hymne für seinen damaligen Schulchor in Lambach.
2018 erhielt Achleitner als 15-jähriger von der Polizeimusik Oberösterreich im Rahmen deren „Förderprojekt junger Komponisten“ seinen ersten Kompositionsauftrag. Er schrieb ein Charakterstück für großes symphonisches Blasorchester: „Musikerleben“ – eine musikalische Hommage eines Musiker-Lebens von der Geburt über alle Lebensphasen bis zum Tode. Achleitner feierte bei der Uraufführung am 11. April 2019 im Linzer Brucknerhaus als Dirigent der Polizeimusik Oberösterreich mit seiner Erstlingskomposition einen fulminanten Erfolg mit Standing-Ovations des ausverkauften Hauses. Weitere Kompositionen folgten, wie die „Erasmus-Fanfare“, die Polka „Heimatliebe“ und der Konzertmarsch „Optimistica – Marsch der Lebensfreude“.
Aufgrund seiner Liebe zum Dirigieren begann er als 14-jähriger 2017 den Kapellmeisterkurs des Oberösterreichischen Blasmusikverbandes (Ensembleleitung Blasorchester) bei Thomas Doss, den er 2020 mit Auszeichnung abgeschlossen hat. Parallel dazu hat ihn der langjährige stellvertretende Direktor und Leiter der Dirigierklasse der Musik- und Kunstprivatuniversität Wien (MUK) – Georg Mark – ab Oktober 2018 unter seine Fittiche genommen, bei dem er regelmäßig Privatunterricht genießt.
Erste Dirigentenerfahrung machte Achleitner als Dirigent des Lambacher Schulchores, der Jugendkapelle und der Trachtenmusikkapelle Neukirchen bei Lambach, der Polizeimusik Oberösterreich, dem Symphonischen Blasorchester und dem Symphonieorchester des Musikgymnasiums Linz.
2019 dirigierte Achleitner im Rahmen eines Kooperationsprojektes der Musikgymnasien Linz und Prag ein gemeinsames großes Symphonieorchester. Mit Prokofjews musikalischem Märchen Peter und der Wolf stand er am Pult dieses internationalen Orchesters und feierte mit Aufführungen in Linz an der Anton Bruckner Privatuniversität sowie in der Kirche zum hl. Simon und Judas in Prag große Erfolge.
Im Sommer 2021 gründete er mit der Oberösterreich Philharmonie sein erstes eigenes Orchester, für das der damals 18-Jährige rund 70 junge Musikerinnen und Musiker vereinte.
Mit dem Silvester- und Neujahrskonzert im Palais Kaufmännischer Verein in Oberösterreich gelang Matthias Achleitner ein weiteres Highlight seiner bisherigen Karriere.

## Kompositionen
- S.O.S. (Singen ohne Skrupel) – Lied für Chor und Ensemble
- Ode an das Handwerk – Filmmusik
- Eiszauber-Fanfare – Fanfare für Symphonieorchester
- Musikerleben – Charakterstück für SBO
- Heimatliebe – Polka für SBO oder kleine Besetzung
- Optimistica – schneller Konzertmarsch für SBO
- Erasmus-Fanfare – Fanfare anl. Der internat. Erasmus-Days